# Gabriel Simo
Gabriel Simo (* 15. März 1937 in Bapa; † 24. November 2017 in Bafoussam) war ein kamerunischer Geistlicher und römisch-katholischer Weihbischof in Bafoussam.

## Leben
Gabriel Simo empfing am 27. März 1966 die Priesterweihe.
Papst Paul VI. ernannte ihn am 26. Januar 1987 zum Weihbischof in Douala und Titularbischof von Sereddeli. Der Apostolische Pro-Nuntius in Gabun, Kamerun und Äquatorialguinea, Erzbischof Donato Squicciarini, spendete ihm und dem mit ihm zum Weihbischof ernannten Simon-Victor Tonyé Bakot, am 26. April desselben Jahres die Bischofsweihe; Mitkonsekratoren waren Simon Tonyé, Erzbischof von Douala, und André Wouking, Bischof von Bafoussam.
Wegen Simos Herkunft aus der Volksgruppe der Bamileke kam es im Erzbistum Douala zu Protesten einer Mehrheit der einheimischen Priester gegen seine Ernennung, die eine „Bamilekisierung“ der kirchlichen Hierarchie in Kamerun kritisierten.
Am 11. November 1994 wurde er zum Weihbischof in Bafoussam ernannt.
Papst Franziskus nahm am 14. September 2013 seinen altersbedingten Rücktritt an.